# Gardes-le-Pontaroux
Gardes-le-Pontaroux (Garda en occitan)  est une ancienne commune du Sud-Ouest de la France située dans le département de la Charente (région Nouvelle-Aquitaine).
Elle fusionne dans la nouvelle commune de Magnac-lès-Gardes.

## Géographie

### Localisation et accès
Gardes-le-Pontaroux est située au sud-est du département de la Charente non loin de celui de la Dordogne, à 19 km au sud-est d'Angoulême et à 49 km au nord-ouest de Périgueux. La route reliant ces deux villes, la D 939, traverse son territoire.
La commune est aussi à 4 km au nord-est de Villebois-Lavalette, chef-lieu de son canton, 5 km au sud-ouest de Rougnac et 7 km du département de la Dordogne (La Rochebeaucourt).
La commune de Gardes-le-Pontaroux est aussi traversée du nord-est au sud-ouest par la D 16, route de Confolens à Montmoreau-Saint-Cybard, qui passe par Montbron, Marthon et Villebois-Lavalette.

### Hameaux et lieux-dits
La commune est composée de deux parties. L'église est située à Gardes, minuscule hameau à l'écart de la route, et la mairie au Pontaroux, hameau sur la route d'Angoulême à Périgueux (D 939).
La commune comporte par ailleurs de nombreuses fermes et quelques hameaux, comme la Grande Sartrie au nord-ouest du Pontaroux, la Davidie au sud-est, le village de vacances du Pontaroux dans la vallée du Voultron près de la Quina, le Marquisat et l'Aubertie, la challerie près de Gardes, etc..

### Communes limitrophes
|                                          | Dignac                  | Rougnac  |
| Magnac-Lavalette-Villars                 | Gardes-le-Pontaroux     | Combiers |
| Villebois-Lavalette (par un quadripoint) | Blanzaguet-Saint-Cybard | Édon     |

### Géologie et relief
La commune occupe un plateau calcaire datant du Crétacé, composé de Coniacien en grande partie et quelques petites zones de Santonien.
La vallée du Voultron offre des petites corniches calcaires du Coniacien moyen.
Au nord de la commune (route d'Angoulême à Périgueux entre le Pontaroux et la commune de Dignac), on trouve une zone couverte par des dépôts du Tertiaire, sous forme de sable argileux, galets quartzeux, silex, en provenance du Massif central. Le Quaternaire a aussi altéré ces zones lors des glaciations, ainsi que certaines zones du Santonien. Offrant des sols plus pauvres, elles sont parfois boisées (pin maritime et châtaignier sur les zones non calcaires),,.
Le relief de la commune est celui d'un plateau légèrement incliné vers le sud, assez vallonné, d'une altitude moyenne de 160 m. Le point culminant est à une altitude de 220 m, situé sur la limite orientale de la commune au nord-est du bourg de Gardes près de Beauregard. Le point le plus bas est à 101 m, situé en limite sud le long de l'Espérande. Le bourg de Gardes est à 135 m d'altitude et la mairie au Pontaroux à 126 m.

### Hydrographie

#### Réseau hydrographique

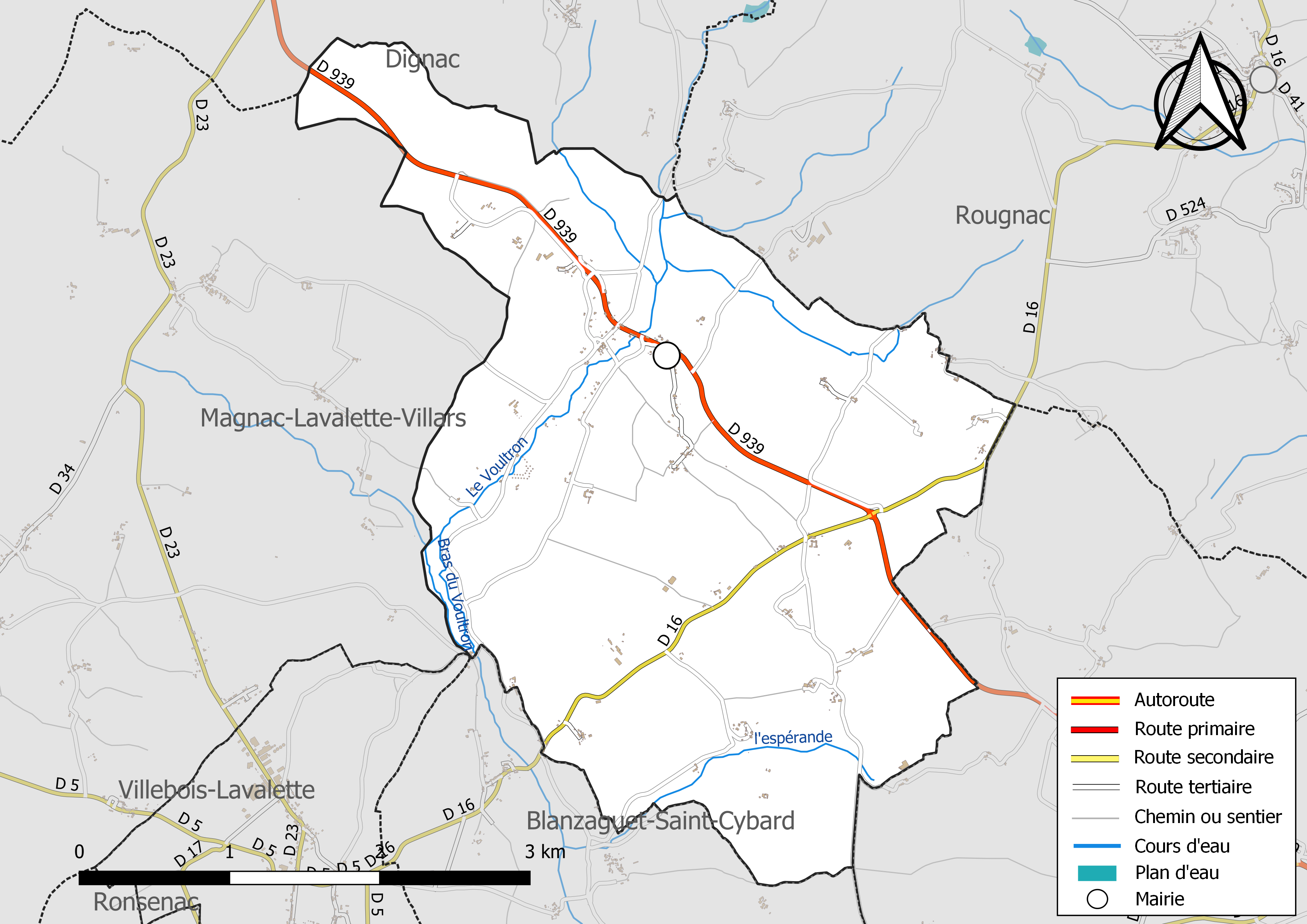
Réseaux hydrographique et routier de Gardes-le-Pontaroux.

La commune est située dans le bassin de la Dordogne au sein  du Bassin Adour-Garonne. Elle est drainée par un bras du Voultron, l'espérande, le Voultron et par divers petits cours d'eau, qui constituent un réseau hydrographique de 10 km de longueur totale,.
La commune est traversée par le Voultron, qui prend sa source quelques kilomètres au nord, dans la forêt d'Horte près de Cloulas (commune de Dignac), passe au Pontaroux puis descend dans une vallée aux parois calcaires parfois apparentes où se trouve un village de vacances, avec piscine publique d'été, ainsi que le gisement préhistorique de la Quina au pied de la falaise rive gauche.
Le Voultron est un affluent de la Lizonne et sous-affluent de la Dronne, et la commune est entièrement située dans le bassin versant de la Dordogne. En entrant dans la commune le Voultron reçoit de petits ruisseaux affluents descendant du relief argileux. Au sud de la communel le Voultron reçoit sur sa rive gauche un autre petit affluent, l'Espérande, ruisseau à sec en été qui prend sa source près de Gardes et limite la commune.

#### Gestion des eaux
Le territoire communal est couvert par le schéma d'aménagement et de gestion des eaux (SAGE) « Isle - Dronne ». Ce document de planification, dont le territoire regroupe les bassins versants de l'Isle et de la Dronne, d'une superficie de 7 500 km2, a été approuvé le 2 août 2021. La structure porteuse de l'élaboration et de la mise en œuvre est l'établissement public territorial de bassin de la Dordogne (EPIDOR). Il définit sur son territoire les objectifs généraux d’utilisation, de mise en valeur et de protection quantitative et qualitative des ressources en eau superficielle et souterraine, en respect des objectifs de qualité définis dans le troisième SDAGE  du Bassin Adour-Garonne qui couvre la période 2022-2027, approuvé le 10 mars 2022.

### Climat
Comme dans les trois quarts sud et ouest du département, le climat est océanique aquitain.

## Urbanisme

### Typologie
Au 1er janvier 2024, Gardes-le-Pontaroux est catégorisée commune rurale à habitat très dispersé, selon la nouvelle grille communale de densité à 7 niveaux définie par l'Insee en 2022.
Elle est située hors unité urbaine. Par ailleurs la commune fait partie de l'aire d'attraction d'Angoulême, dont elle est une commune de la couronne,. Cette aire, qui regroupe 94 communes, est catégorisée dans les aires de 50 000 à moins de 200 000 habitants,.

### Occupation des sols
L'occupation des sols de la commune, telle qu'elle ressort de la base de données européenne d’occupation biophysique des sols Corine Land Cover (CLC), est marquée par l'importance des territoires agricoles (77,2 % en 2018), une proportion sensiblement équivalente à celle de 1990 (77,1 %). La répartition détaillée en 2018 est la suivante : 
terres arables (61,6 %), forêts (22,8 %), zones agricoles hétérogènes (8,5 %), prairies (7 %). L'évolution de l’occupation des sols de la commune et de ses infrastructures peut être observée sur les différentes représentations cartographiques du territoire : la carte de Cassini (XVIIIe siècle), la carte d'état-major (1820-1866) et les cartes ou photos aériennes de l'IGN pour la période actuelle (1950 à aujourd'hui).

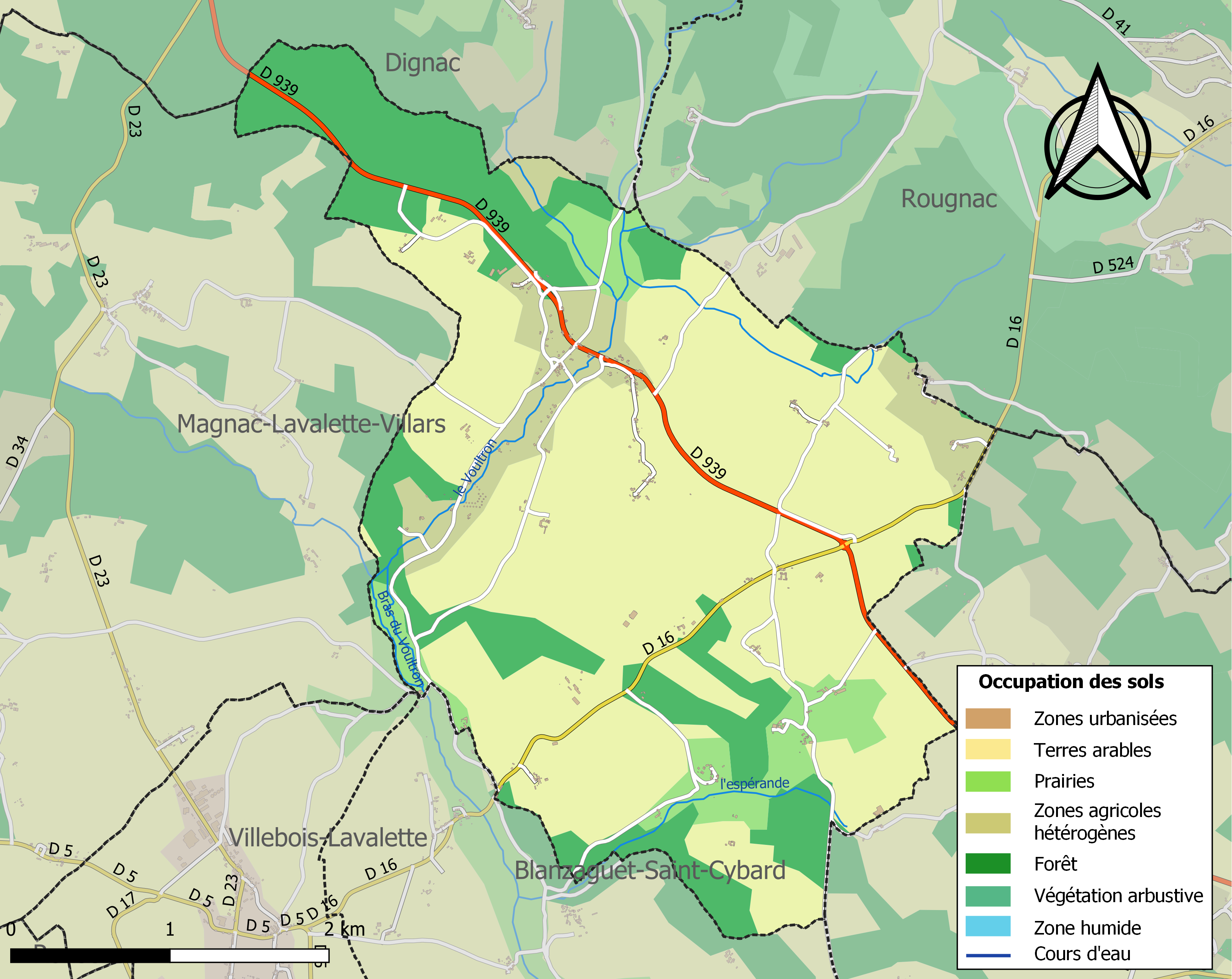
Carte des infrastructures et de l'occupation des sols de la commune en 2018 (CLC).

### Risques majeurs
Le territoire de la commune de Gardes-le-Pontaroux est vulnérable à différents aléas naturels : météorologiques (tempête, orage, neige, grand froid, canicule ou sécheresse), mouvements de terrains et séisme (sismicité faible). Il est également exposé à un risque technologique,  le transport de matières dangereuses. Un site publié par le BRGM permet d'évaluer simplement et rapidement les risques d'un bien localisé soit par son adresse soit par le numéro de sa parcelle.

#### Risques naturels

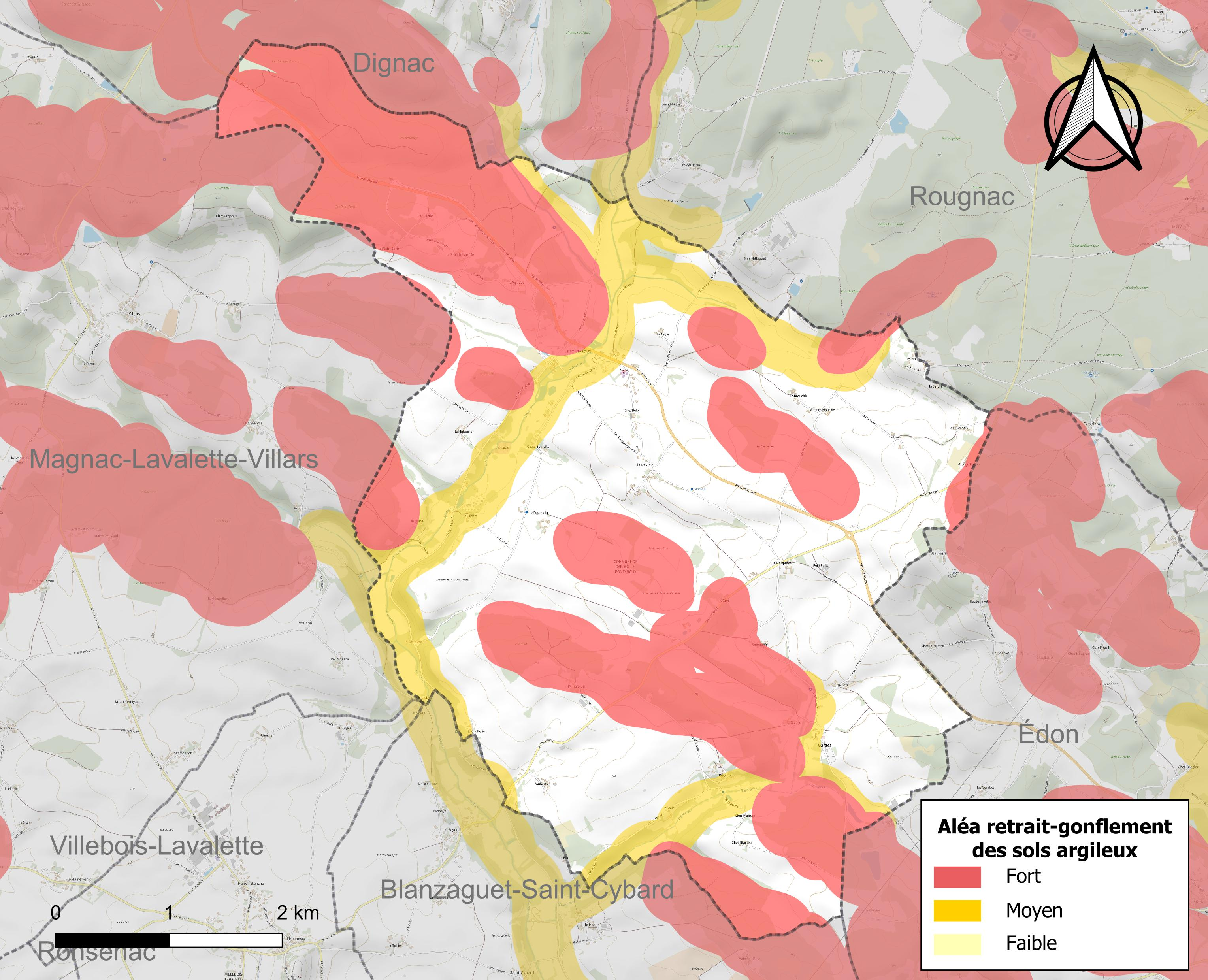
Carte des zones d'aléa retrait-gonflement des sols argileux de Gardes-le-Pontaroux.

Les mouvements de terrains susceptibles de se produire sur la commune sont des affaissements et effondrements liés aux cavités souterraines (hors mines). Par ailleurs, afin de mieux appréhender le risque d’affaissement de terrain, l'inventaire national des cavités souterraines permet de localiser celles situées sur la commune.
Le retrait-gonflement des sols argileux est susceptible d'engendrer des dommages importants aux bâtiments en cas d’alternance de périodes de sécheresse et de pluie. 52,7 % de la superficie communale est en aléa moyen ou fort (67,4 % au niveau départemental et 48,5 % au niveau national). Sur les 152 bâtiments dénombrés sur la commune en 2019,  87 sont en aléa moyen ou fort, soit 57 %, à comparer aux 81 % au niveau départemental et 54 % au niveau national. Une cartographie de l'exposition du territoire national au retrait gonflement des sols argileux est disponible sur le site du BRGM,.
Par ailleurs, afin de mieux appréhender le risque d’affaissement de terrain, l'inventaire national des cavités souterraines permet de localiser celles situées sur la commune.
La commune a été reconnue en état de catastrophe naturelle au titre des dommages causés par les inondations et coulées de boue survenues en 1982, 1983, 1999 et 2018. Concernant les mouvements de terrains, la commune a été reconnue en état de catastrophe naturelle au titre des dommages causés par la sécheresse en 2011 et par des mouvements de terrain en 1999.

#### Risques technologiques
Le risque de transport de matières dangereuses sur la commune est lié à sa traversée par une ou des infrastructures routières ou ferroviaires importantes ou la présence d'une canalisation de transport d'hydrocarbures. Un accident se produisant sur de telles infrastructures est susceptible d’avoir des effets graves sur les biens, les personnes ou l'environnement, selon la nature du matériau transporté. Des dispositions d’urbanisme peuvent être préconisées en conséquence.

## Toponymie
Les formes anciennes sont (La) Garda, (La) Guarda en 1328, Guardia, Yguardia en 1380.
Comme de nombreux lieux en France, l'origine du nom de Gardes remonte à guarda, latinisé à partir du vieux haut allemand warta, signifiant « garde », lieu facile à garder et à défendre,. Rien qu'en Charente, on compte 18 de lieux de cette origine,.

### Langues
La commune est dans la partie occitane de la Charente qui en occupe le tiers oriental, et le dialecte est limousin. Elle se nomme Garda en occitan.

## Histoire
Le site préhistorique de la Quina s’étend sur près de 700 m et comporte deux gisements, la station amont et la station aval. Cette dernière a été occupée au Paléolithique moyen (Moustérien) et au début du Paléolithique supérieur (Châtelperronien, Aurignacien).
C'est en 1872 qu'un propriétaire, M.Lambert, en extrayant de la terre, a recueilli les restes d'une sépulture préhistorique. À la suite de cela, la même année, l'archéologue Gustave Chauvet a découvert le site de la Quina, légèrement plus au sud.
En 1910 et près de ce même endroit, le docteur Henri-Martin a mis au jour l'entrée d'un souterrain-refuge sous la ferme de la Ligerie.
La petite route qui passe à Gardes était l'ancienne voie romaine d'Angoulême à Périgueux, qui traversait la Lizonne à la Chaussade et le Pas de Pompeigne et rattrapait la voie venant de Saintes. Côté nord-est, elle longeait la route actuelle D 939 et passait près de la Davidie, au Vieux Pontaroux, et la Petite Sartrie,.

## Politique et administration

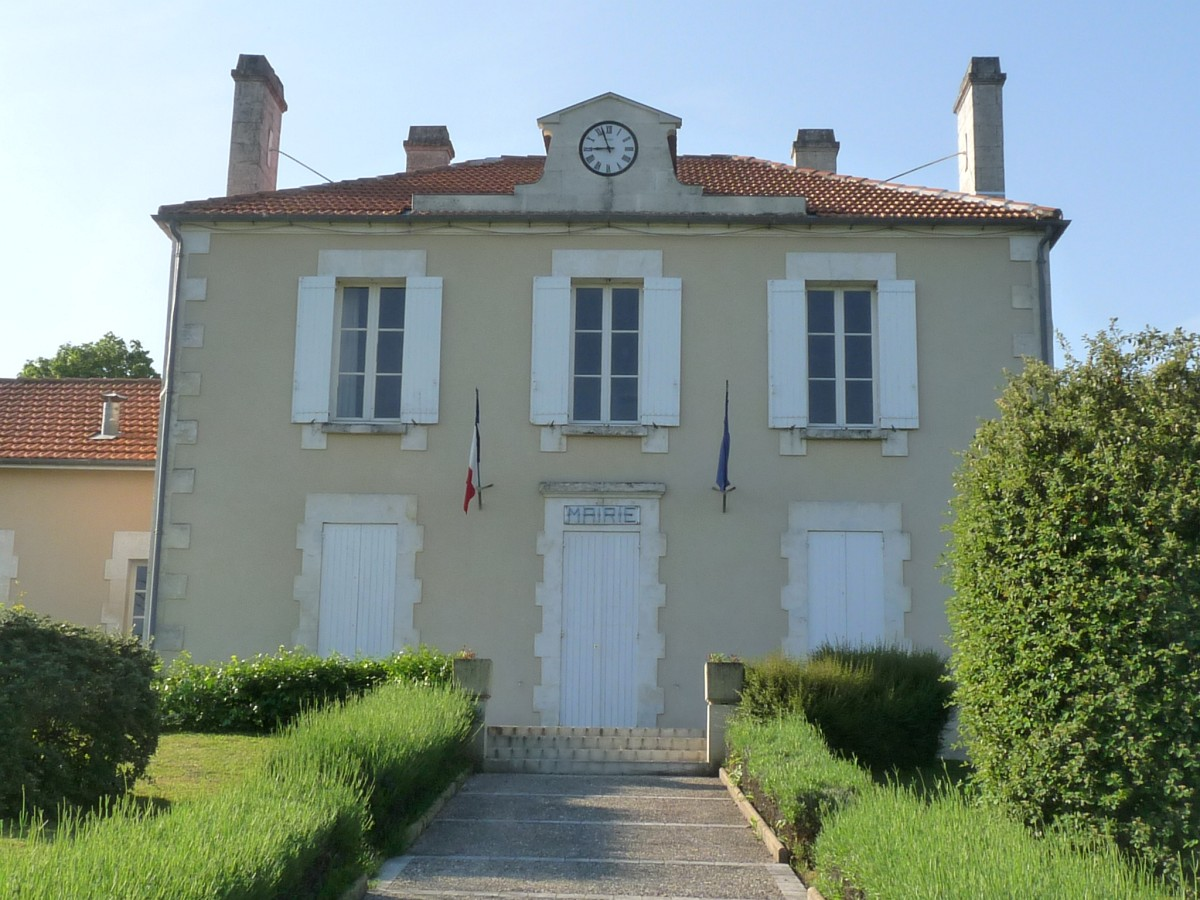
La mairie-école, au Pontaroux.

| Période                                  | Période  | Identité             | Étiquette | Qualité         |
| ---------------------------------------- | -------- | -------------------- | --------- | --------------- |
| Les données manquantes sont à compléter. |          |                      |           |                 |
| 1989                                     | 2008     | Claude Goreau        |           |                 |
| 2008                                     | 2009     | Monique Deschamps    | SE        | Sans profession |
| 2009                                     | 2014     | Alain Bajule         | SE        | Retraité        |
| 2014                                     | En cours | Jean-Claude Leymerie |           |                 |

## Démographie

### Évolution démographique
L'évolution du nombre d'habitants est connue à travers les recensements de la population effectués dans la commune depuis 1793. Pour les communes de moins de 10 000 habitants, une enquête de recensement portant sur toute la population est réalisée tous les cinq ans, les populations de référence des années intermédiaires étant quant à elles estimées par interpolation ou extrapolation. Pour la commune, le premier recensement exhaustif entrant dans le cadre du nouveau dispositif a été réalisé en 2005.

En 2022, la commune comptait 256 habitants, en évolution de −4,83 % par rapport à 2016 (Charente : −0,48 %, France hors Mayotte : +2,11 %).
| 1793 | 1800 | 1806 | 1821 | 1831 | 1841 | 1846 | 1851 | 1856 |
| ---- | ---- | ---- | ---- | ---- | ---- | ---- | ---- | ---- |
| 621  | 594  | 607  | 649  | 674  | 660  | 638  | 659  | 690  |

| 1861 | 1866 | 1872 | 1876 | 1881 | 1886 | 1891 | 1896 | 1901 |
| ---- | ---- | ---- | ---- | ---- | ---- | ---- | ---- | ---- |
| 637  | 635  | 578  | 516  | 470  | 482  | 443  | 466  | 422  |

| 1906 | 1911 | 1921 | 1926 | 1931 | 1936 | 1946 | 1954 | 1962 |
| ---- | ---- | ---- | ---- | ---- | ---- | ---- | ---- | ---- |
| 431  | 400  | 362  | 362  | 358  | 348  | 365  | 301  | 287  |

| 1968 | 1975 | 1982 | 1990 | 1999 | 2005 | 2006 | 2010 | 2015 |
| ---- | ---- | ---- | ---- | ---- | ---- | ---- | ---- | ---- |
| 237  | 217  | 267  | 242  | 248  | 263  | 270  | 261  | 268  |

| 2020 | 2022 | - | - | - | - | - | - | - |
| ---- | ---- | - | - | - | - | - | - | - |
| 259  | 256  | - | - | - | - | - | - | - |

### Pyramide des âges
La population de la commune est relativement âgée.
En 2018, le taux de personnes d'un âge inférieur à 30 ans s'élève à 25,9 %, soit en dessous de la moyenne départementale (30,2 %). À l'inverse, le taux de personnes d'âge supérieur à 60 ans est de 32,9 % la même année, alors qu'il est de 32,3 % au niveau départemental.
En 2018, la commune comptait 136 hommes pour 133 femmes, soit un taux de 50,56 % d'hommes, largement supérieur au taux départemental (48,41 %).
Les pyramides des âges de la commune et du département s'établissent comme suit.
| Hommes | Classe d’âge | Femmes |
| ------ | ------------ | ------ |
| 0,8    | 90 ou +      | 1,6    |
| 6,1    | 75-89 ans    | 10,2   |
| 23,7   | 60-74 ans    | 23,4   |
| 24,4   | 45-59 ans    | 21,9   |
| 17,6   | 30-44 ans    | 18,8   |
| 9,9    | 15-29 ans    | 7,0    |
| 17,6   | 0-14 ans     | 17,2   |

| Hommes | Classe d’âge | Femmes |
| ------ | ------------ | ------ |
| 1      | 90 ou +      | 2,7    |
| 9,2    | 75-89 ans    | 12     |
| 20,6   | 60-74 ans    | 21,3   |
| 20,7   | 45-59 ans    | 20,3   |
| 16,8   | 30-44 ans    | 16     |
| 15,6   | 15-29 ans    | 13,4   |
| 16,1   | 0-14 ans     | 14,3   |

## Économie

### Tourisme
Piscine d'été Albert-Dubois (anciennement appelée piscine du Pontaroux), avec bassin de 33 m de longueur et plongeoirs (planche à 3 m et plate-forme à 5 m de hauteur), particulièrement attractive en saison estivale. Village de vacances à proximité avec épicerie. Le GR 36 passe à 300 m au sud.

## Équipements, services et vie locale

### Enseignement

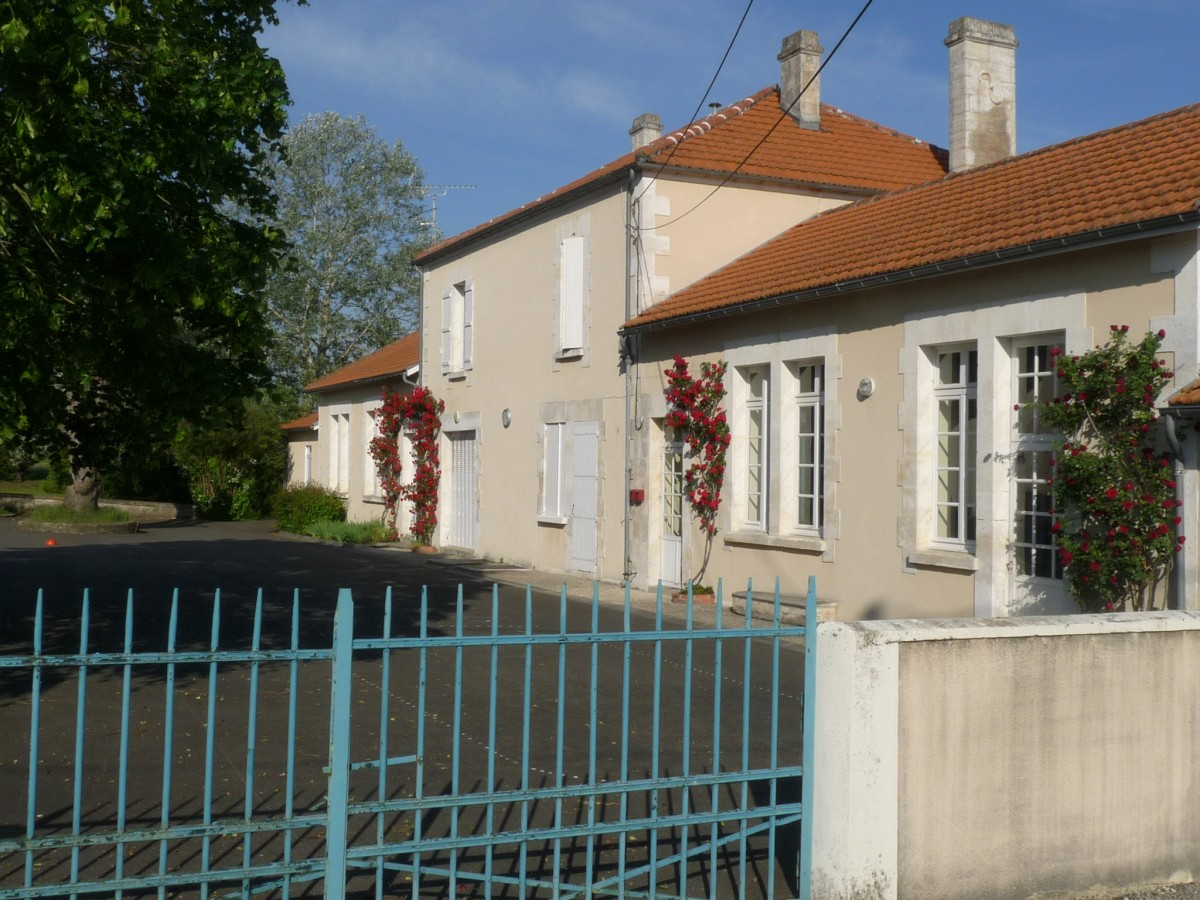
L'école, derrière la mairie.

L'école, située au Pontaroux, est un regroupement pédagogique intercommunal entre Gardes-le-Pontaroux et Magnac-Lavalette, qui accueillent chacune une école élémentaire, avec une classe. Le secteur du collège est Villebois-Lavalette.

## Culture locale et patrimoine

### Lieux et monuments

#### Patrimoine religieux
L'église Notre-Dame de Gardes, des XIIe et XVe siècles. Clocher massif roman en superposition d'étages, semblable à celui de l'église de Brantôme, abside romane, nef trapue comme d'autres églises des environs (Combiers, Édon) augmentée au XVe siècle. Elle est classée monument historique depuis 1943.

Église de Gardes
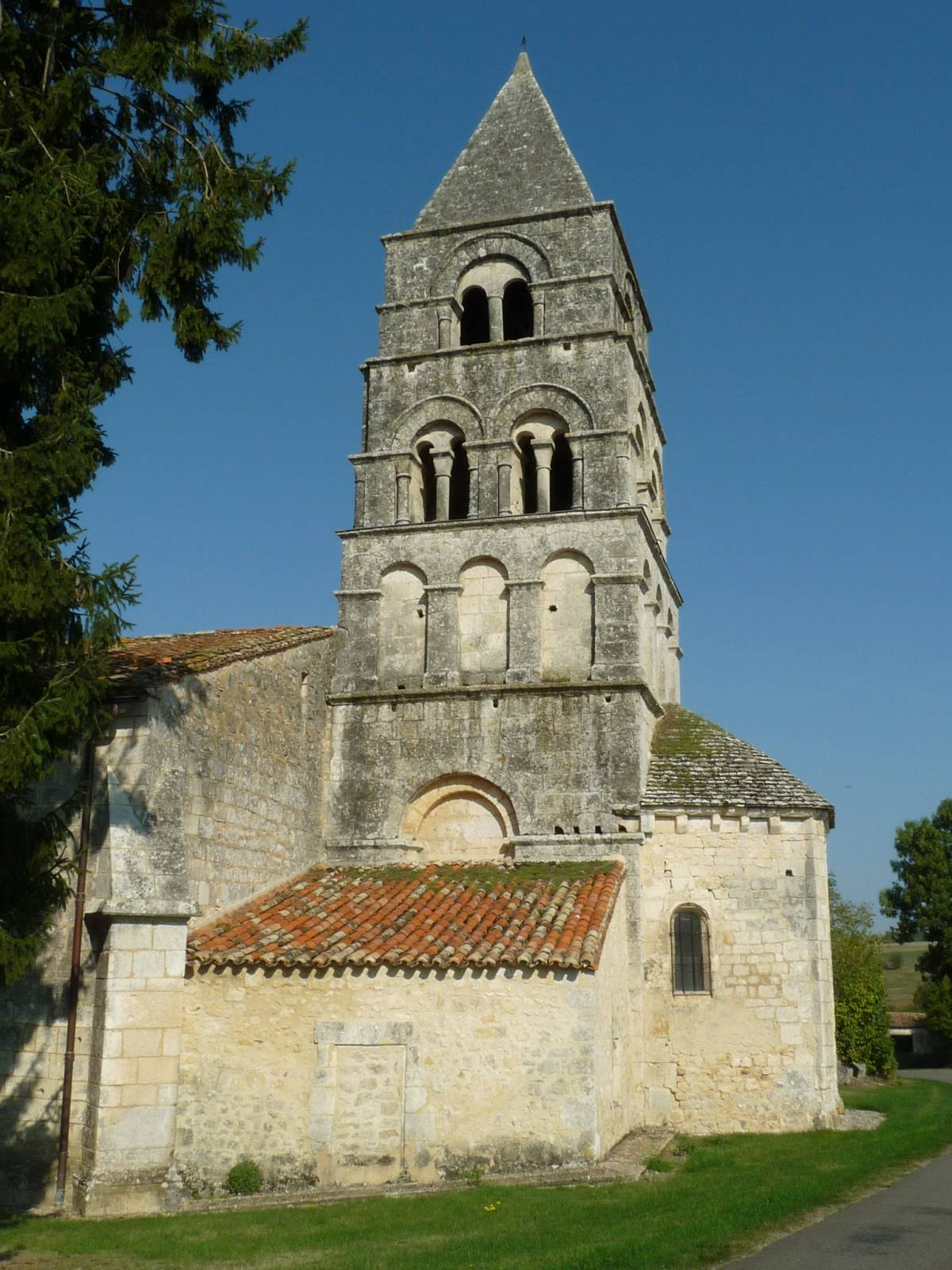
Le clocher.
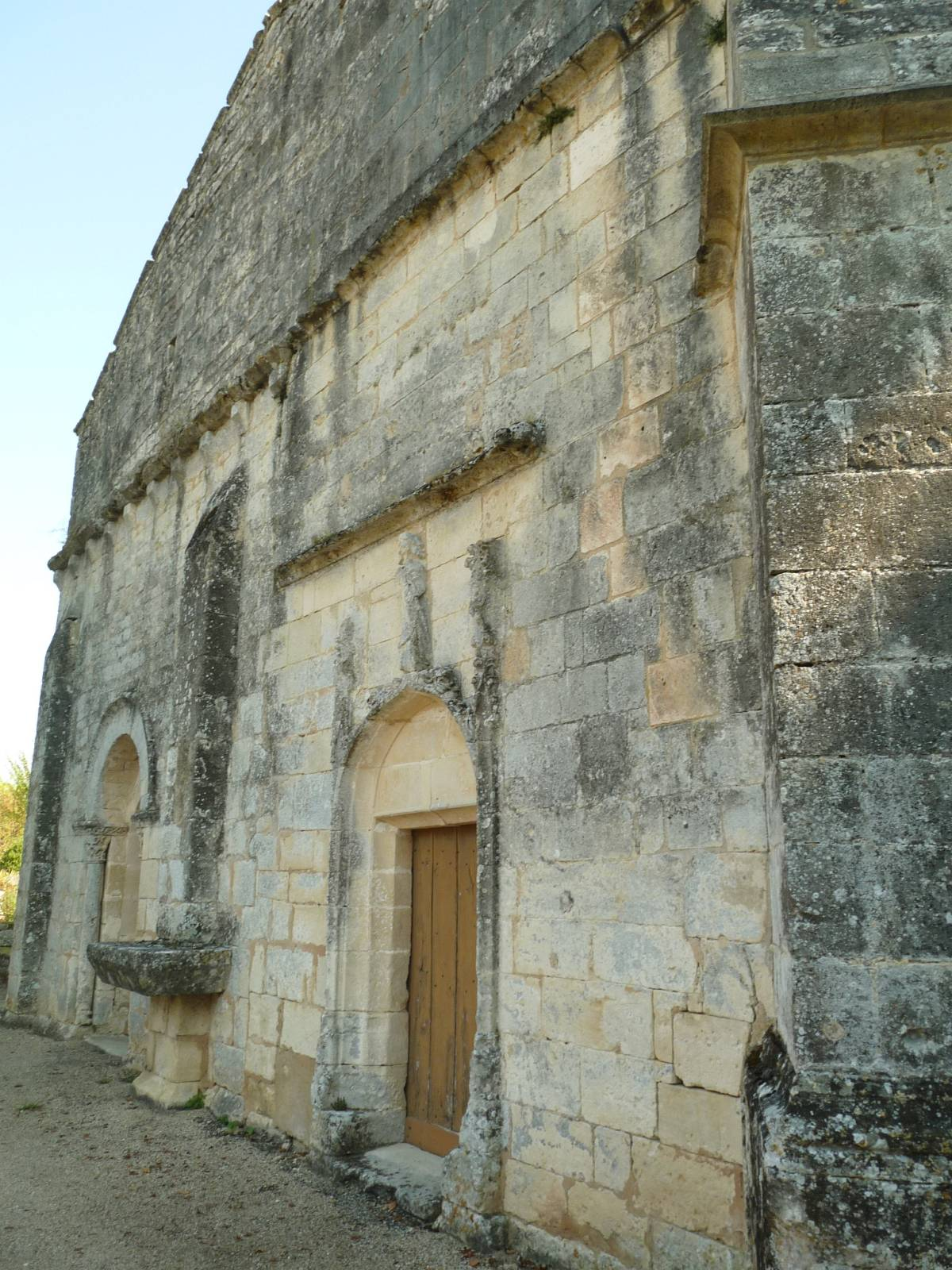
La façade.
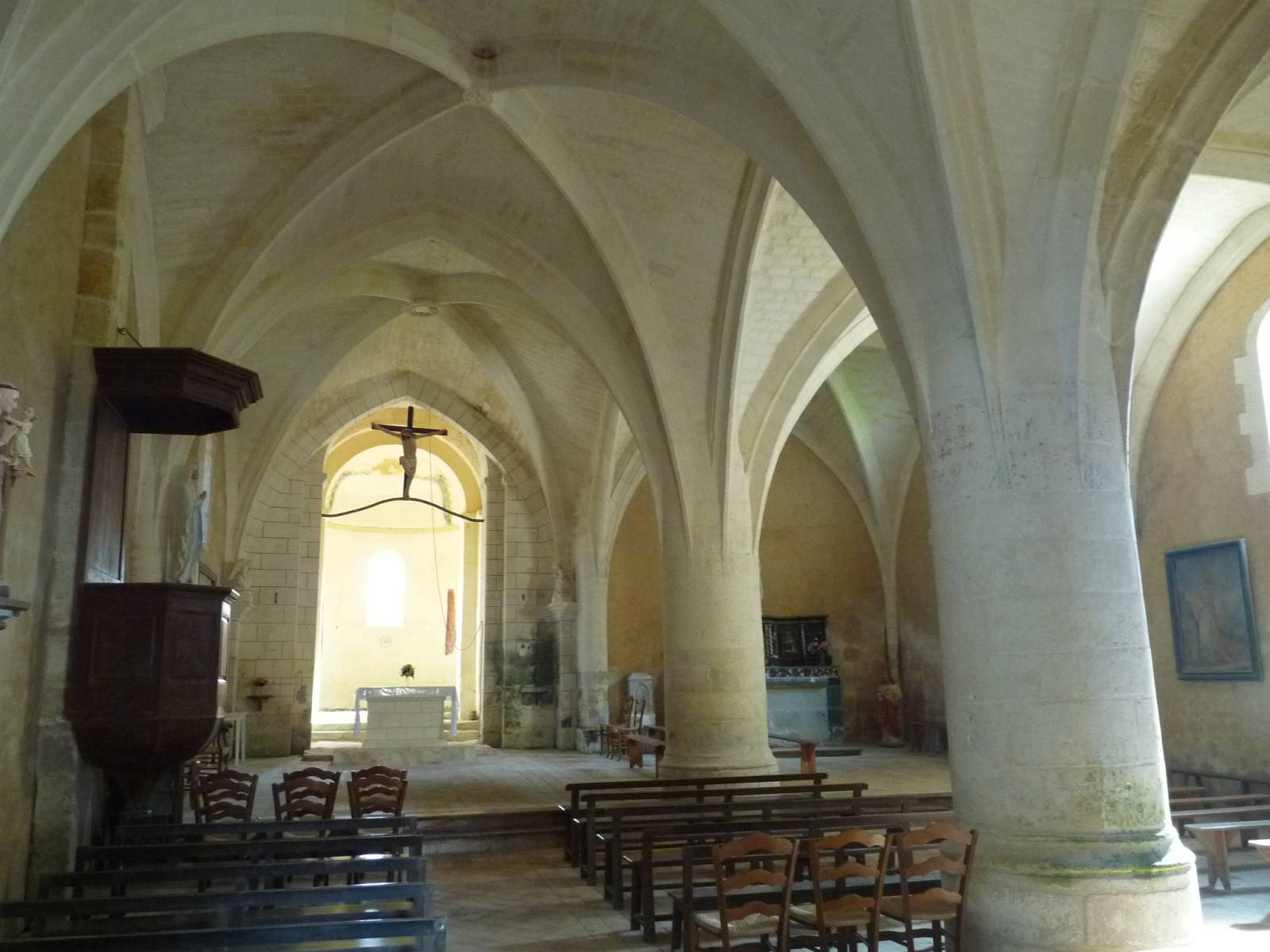
L'intérieur (nef double à droite).

#### Patrimoine civil

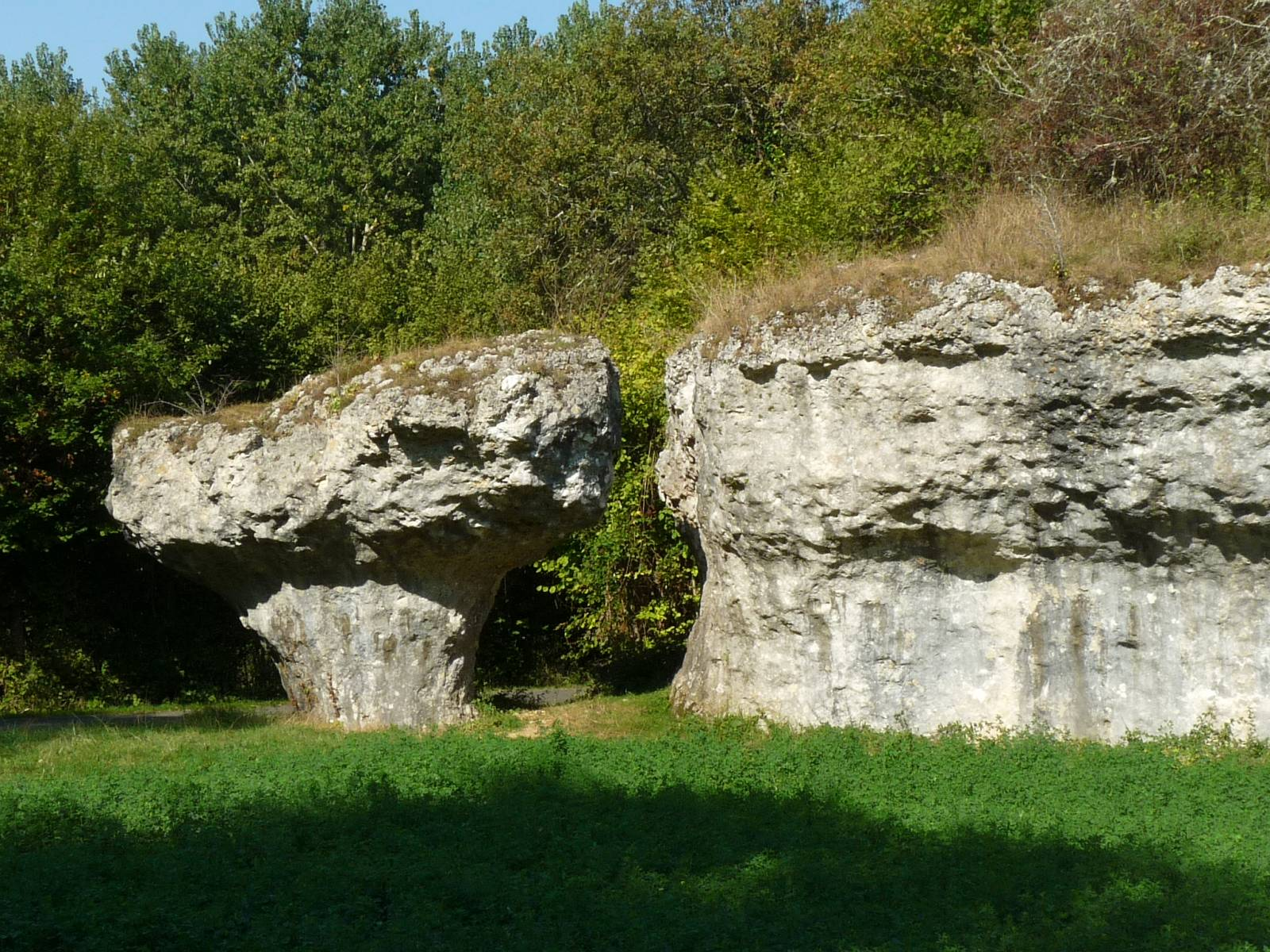
Le Champignon.

- Le site préhistorique de la Quina. De renommée mondiale, on peut passer à côté sans le voir et il n'est pas visitable. Il est classé monument historique depuis 1984[37].
- Rocher dans la vallée du Voultron appelé le Champignon.

### Sentiers de randonnée
Le GR 36, sentier reliant la Manche à la Méditerranée (tronçon Angoulême-Périgueux) traverse la commune et emprunte la vallée du Voultron.